# NGC 7129

## 概要
NGC 7129は、ケフェウス座の方角に約3300光年の位置にある反射星雲である。若い散開星団で、周りの星雲を輝かせている。近年の観測では、この星団には、百万歳以下の恒星が130個以上あることが示されている。NGC 7129は、近隣のNGC 7142とわずか0.5°しか離れていない。
この星雲はバラの蕾の形で、若い恒星は、誕生時に包まれていた分子雲を大きな泡のように周りに吹き飛ばしている。ローズピンク色は、内部の若い恒星の強い光で熱せられる泡の周りの塵粒子に由来している。若い恒星から放出される紫外線や可視光は周囲の塵粒子に吸収され、塵粒子は熱せられて、スピッツァー宇宙望遠鏡で撮影されるような、より波長の長い赤外線を放出する。擬色赤外線画像の赤い色は、炭化水素に富んだ分子の分布を示唆している。
泡の外側のより冷たい分子雲は、スピッツァー宇宙望遠鏡では観測されないが、星雲の中心付近の3つの非常に若い恒星はこの分子雲に向かって超音速のガスを放出している。この宇宙ジェットの衝突が星雲中で一酸化炭素分子を加熱している。これにより、バラの蕾の茎のように見える複雑な星雲が形成されている。

## ギャラリー

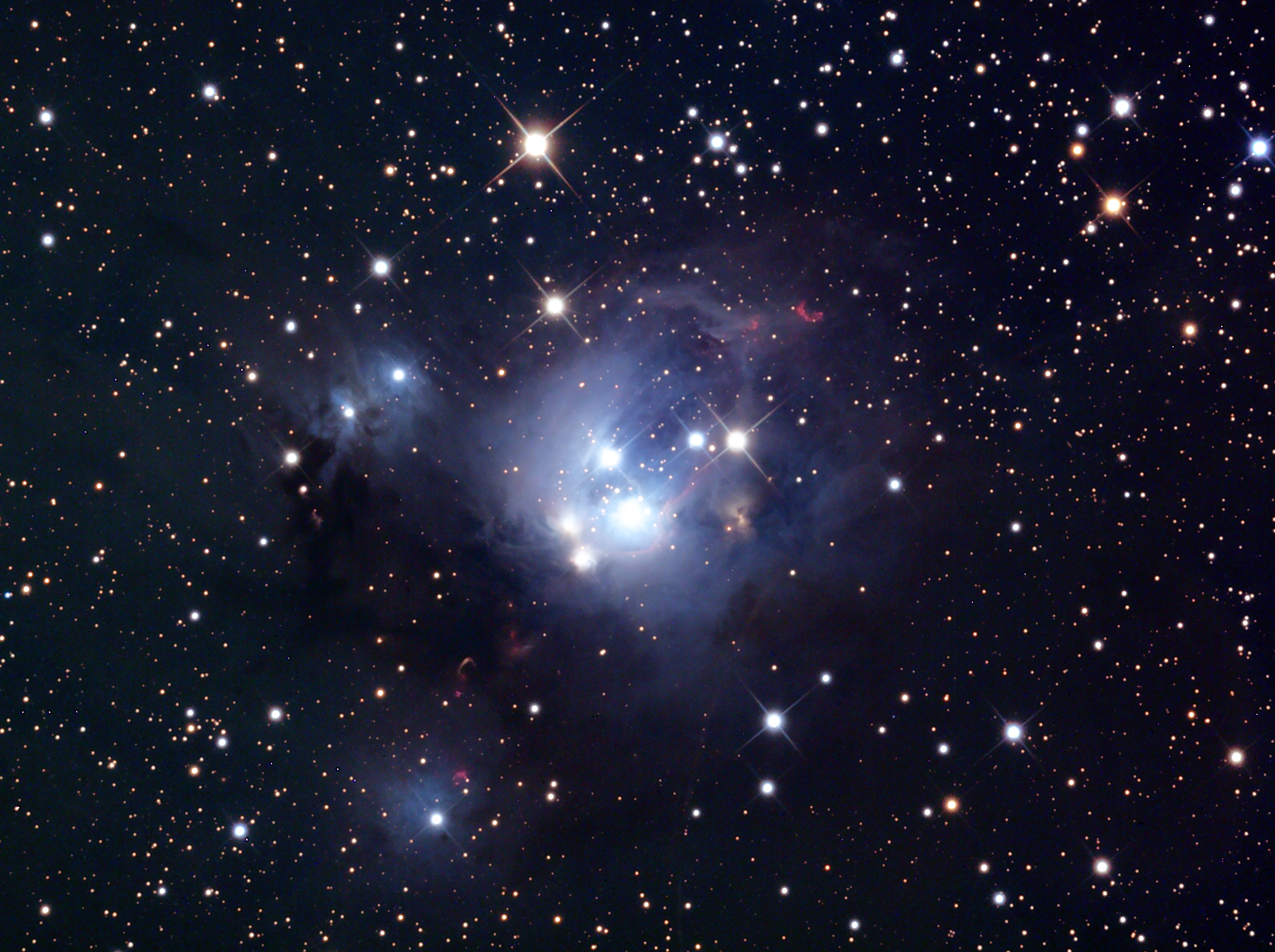
レモン山の24インチ望遠鏡で観測されたNGC 7129 提供:Joseph D. Schulman